# Adam Champ
Adam Champ (ur. 10 października 1976 w Buenos Aires) – argentyński aktor gejowskich filmów pornograficznych, kulturysta.

## Życiorys

### Wczesne lata
Urodził się w Buenos Aires. Studiował na wydziale wychowania fizycznego specjalizując się w piłce nożnej. Uzyskał stopień magistra z fizjologii wysiłku fizycznego.
W 1999, w wieku 23 lat, został odkryty przez amerykańskich producentów w spektaklu teatralnym w Corrientes u boku Alejandry Pradón, która zyskała sławę w skandalach medialnych, gdzie kąpała się nago pod prysznicem. Wkrótce przeniósł się do Miami, gdzie przebywał przez rok, a następnie został stałym wykonawcą gejowskiej restauracji Madrigal's w Chicago, Nob Hill Theatre w San Francisco i zaczął pracować jako model na Broadwayu w prestiżowym Gaiety Theatre w Nowym Jorku. W 2005 przeprowadził się do Meksyku, gdzie brał udział w telenowelach i reklamach telewizyjnych. Podjął także pracę jako trener personalny.

### Kariera
Będąc w Meksyku w 2006, kilka razy otrzymał propozycję z Colt Studio, by rozpocząć pracę jako fotomodel. Pod pseudonimem Adam Champ zadebiutował jako aktyw w filmie Waterbucks 2 (2006). W 2008 film Minute Man 29: Built (2007) z jego udziałem zdobył nagrodę GayVN Award w kategorii „Najlepsze wideo solo”. 
W 2010 podpisał kontrakt z Raging Stallion Studios. W 2011 w San Francisco otrzymał tytuł „Mężczyzna roku” przyznany przez Raging Stallion Studios. W 2013 został uhonorowany Grabby Award jako najpopularniejsza światowa gwiazda porno / Cam Star, wygrał konkurs Cameraboys.com. 
Występował też w produkcjach Titan Media, ThreshHold Media i Men at Play.
3 marca 2015 firma Colt Studio wydała wierny odlew jego zewnętrznych narządów płciowych i sporządziła ich silikonowe kopie w skali 1:1.
Po opuszczeniu branży porno, ukończył kurs mediacji językowej w Rzymie, dzięki umiejętności mówienia w sześciu językach (hiszpańskim, angielskim, francuskim, włoskim, portugalskim i arabskim).
Gościł w programie telewizyjnym Televisa Guau, którego gospodarzem był Alex Kaffie. W czerwcu 2016 zajął dziesiąte miejsce w rankingu na „Najbardziej seksownego modela Men at Play” (El modelo mas sexy de Men at Play), ogłoszonym przez hiszpański portal 20minutos.es.
Jest również profesjonalnym kulturystą. Zwyciężył między innymi w zawodach „Ludus Maximus” w 2018 roku.

## Życie prywatne
Związał się z włoskim aktorem porno Carlo Masi. 4 maja 2018 wzięli ślub. W ceremonii ślubnej gościła w m.in. Vladimir Luxuria. Uroczystość nadawała na żywo telewizja Canale 5, w programie Pomeriggio Cinque. Champ i Masi gościli w wielu programach telewizyjnych, emitowanych przez stacje meksykańskie, argentyńskie i gwatemalskie, a także na łamach „la Repubblica”, „Il corriere della sera” i „La Stampa”. We Włoszech założyli Fush Fush Group − jedną z pierwszych agencji modeli, która zatrudnia wyłącznie osoby LGBT.

## Nagrody
| Rok  | Nagroda                         | Kategoria                                | Film                        |
| ---- | ------------------------------- | ---------------------------------------- | --------------------------- |
| 2008 | GayVN Award                     | Najlepsza scena seksu solo               | Minute Man 29: Built (2007) |
| 2011 | Nagroda Raging Stallion Studios | Mężczyzna roku                           | –                           |
| 2013 | Grabby Award                    | Najpopularniejsza światowa gwiazda porno | –                           |